# Wilhelm Albrecht (Ingenieur)

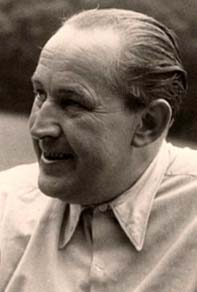
Wilhelm Albrecht – ca. 1955

Wilhelm Eduard Adolf Albrecht (* 7. Februar 1902 in Tempelhof bei Berlin; † 22. Mai 1962 in Berlin) war ein deutscher Ingenieur und Unternehmer. International bekannt wurde er durch seine Entwicklungen von Geräten für die professionelle Film- und Fernsehtonaufnahme und -bearbeitung.

## Kindheit und Jugend
Wilhelm Albrecht war das jüngste von fünf Kindern des Kaufmanns Wilhelm Ernst August Albrecht aus Arneburg (1859–1913) und seiner Ehefrau Wära Nikolajewna, geb. Stieglitz aus Russland (1863–1905).
Nach dem frühen Tod seiner Eltern kam er in die Obhut der Familie des elterlichen Freundes Carl Gustav Franke. Wie schon seit frühester Kindheit setzte er auch hier seine technische Begabung in die Tat um, nicht immer zur Freude der Erwachsenen. So erfolgte eine polizeiliche Anzeige wegen einer von ihm heimlich auf dem Dach installierten Antenne, mit der er Radiosignale vom Sender Nauen empfangen konnte.
Nach dem Besuch der Internatsschule Schloss Bischofstein des bekannten Reformpädagogen Gustav Marseille in Thüringen und der Oberrealschule zu Berlin-Lichterfelde absolvierte er ein Praktikum beim Autohersteller Opel und die Ausbildung zum sogenannten Maschinen-Ingenieur am Technikum Strelitz.

## Berufsleben
1926 gründete er die Firma Mechanische Werkstätten Wilhelm Albrecht (MWA)  und befasste sich mit der Entwicklung und Fabrikation von Bauteilen für Rundfunkempfänger, mit denen zunächst Endverbraucher, später Industriebetriebe (z. B. Blaupunkt) beliefert wurden. Es entstanden wesentliche Entwicklungen im Bereich der Kommunikationstechnik (z. B. verlustarme Kabelverbindungen) für das Reichspostzentralamt und die Deutsche Fernkabelgesellschaft.
Er baute aber auch schnelle Sportboote unter Verwendung von wasserfestem filmverleimten Sperrholz, welches üblicherweise als Material für Flugzeugschwimmer eingesetzt wurde und ebenfalls Bootsmotoren sowie vom Boot gezogene sogenannte Wellenreitbretter, auf denen man freihändig stand. Das Berliner Museum für Verkehr und Technik übernahm für seine Exponatensammlung ein Boot und ein Wellenreitbrett.
Unmittelbar nach dem Krieg konstruierte und fertigte er zunächst Gegenstände für den Alltagsbedarf wie Feuerzeuge, Kaffeeröstpfannen, Tabakschneidemaschinen etc. Dies war möglich, da Fabrikräume, Maschinen- und Lagerbestände weitestgehend unbeschädigt bzw. nicht geplündert waren.
In der zweiten Hälfte der 1940er Jahre kam Albrecht in Kontakt mit der Filmindustrie und erkannte Entwicklungsbedarf für den Arbeitsbereich Tonaufnahme und -bearbeitung, in dem seinerzeit durchgängig das aufwändige und teure Lichttonverfahren eingesetzt wurde.
Mit der von ihm konstruierten Magnetton-Kamera MTK 1 war eine bahnbrechende Entwicklung für den praktischen Einsatz der Magnetton-Technologie gelungen. Sie wurde 1950 der Fachwelt vorgestellt und von der Universum Film AG (UfA) als „Meisterwerk modernen Filmgerätebaus noch dazu auf einem Neuland der Tonfilmtechnik“ gepriesen. Diese Kamera  war dann bis 1970 bei der UfA im Einsatz.
Albrechts MTK 1 war der Grundstock für alle zukünftigen und maßgeblichen Weiterentwicklungen der für die Tonaufnahme und -bearbeitung in Film- und Fernsehstudios benötigten Einrichtungen und Systeme. Außerdem gelangen Albrecht in den 1950er Jahren einige wegweisende Entwicklungen im Bereich der Schallplattentechnik.

## Privatleben
Albrecht war zweimal verheiratet. Mit seiner zweiten Ehefrau hatte er eine Tochter.